# Luge als Jocs Olímpics d'hivern de 1980
Als Jocs Olímpics d'hivern de 1980 celebrats a la ciutat de Lake Placid (Estats Units) es disputaren tres proves de luge, dues en categoria masculina i una en categoria femenina.
La competició tingué lloc entre els dies 13 i 16 de febrer de 1980 a les instal·lacions esportives de Lake Placid. Hi participaren un total de 80 corredors, entre ells 54 homes i 26 dones, de 14 comitès nacionals diferents.

## Resum de medalles

### Categoria masculina
| Prova              | Or                           | Argent                                 | Bronze                                 |
| Individual Detalls | Bernhard Glass               | Paul Hildgartner                       | Anton Winkler                          |
| Parelles Detalls   | RDA Hans Rinn · Norbert Hahn | Itàlia Peter Gschnitzer · Karl Brunner | ÀustriaGeorg Fluckinger · Karl Schrott |

### Categoria femenina
| Prova              | Or          | Argent           | Bronze           |
| Individual Detalls | Vera Zozula | Melitta Sollmann | Ingrida Amantova |

## Medaller
| Posició | País           | Or | Argent | Bronze | Total |
| 1       | RDA            | 2  | 1      | 0      | 3     |
| 2       | Unió Soviètica | 1  | 0      | 1      | 2     |
| 3       | Itàlia         | 0  | 2      | 0      | 2     |
| 4       | RFA            | 0  | 0      | 1      | 1     |
| 5       | Àustria        | 0  | 0      | 1      | 1     |
|         |                |    |        |        |       |
| Total   | Total          | 3  | 3      | 3      | 9     |